# Rana tlaloci
The Tlaloc's Leopard Frog hoặc Rana tlaloci (tên tiếng Anh: Rana De Tláloc) là một loài ếch trong họ Ranidae. Chúng là loài đặc hữu của México.
Môi trường sống tự nhiên của chúng là kênh đào và mương rãnh. Loài này đang bị đe dọa do mất môi trường sống.